# 圣玻里加堂
圣玻里加堂（法语：Église Saint-Polycarpe）是一座教堂，位于里昂第一区，红十字山山坡，介于勒内•莱诺街、布尔多街、梅尔美廊街和蒂亚费廊街之间。它是司铎祈祷会最古老的教堂。

## 历史
该堂由司铎祈祷会在山坡上兴建，于1670年建成，只有立面由建筑师杜桑建于1756年，他还延长了中殿。
1791年6月19日，司铎祈祷会教堂成为普通的本堂区教堂，命名为圣玻里加堂，供奉士每拿的玻里加，他是里昂的两位前任主教圣巴帝诺和圣依勒内的导师。  
传信善会创始人雅里各的心脏目前保留在该堂的小堂内。
该堂有一个著名的管风琴，由奥古斯丁 Zeiger建于1841年。
1982年，该堂被列为历史古迹。

## 建筑
该堂的立面正面饰有四根科林斯 壁柱，上部是三角形山花. 路易斯•贾蒙描绘最后的晚餐的画作布置在后殿。

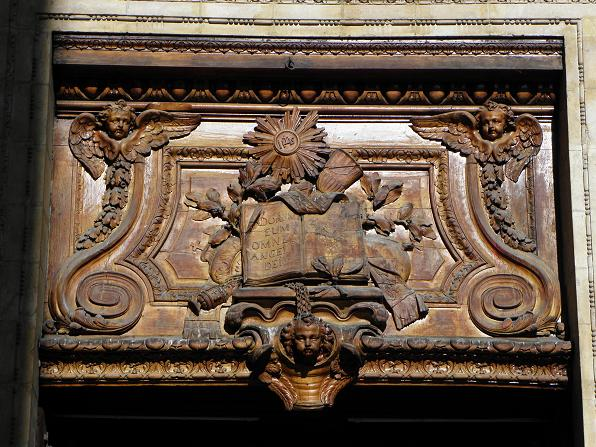
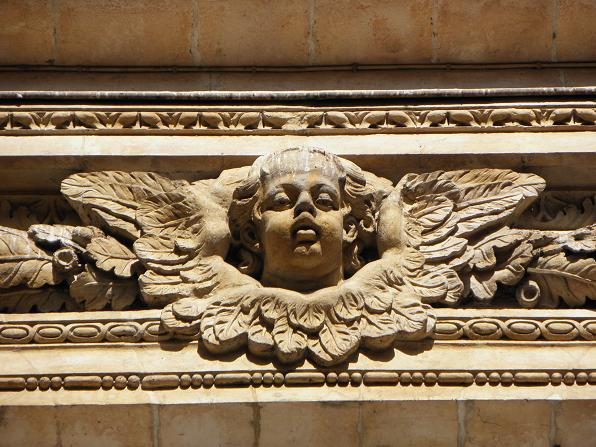